# Dan Jarvis
Daniel Owen Woolgar Jarvis, né le 30 novembre 1972 à Nottingham, est un homme politique britannique et ancien officier de l'armée qui est ministre d'État à la Sécurité depuis juillet 2024 et député de Barnsley North, anciennement Barnsley Central, depuis 2011. Membre du Parti travailliste et coopératif, il est maire du Yorkshire du Sud, anciennement région de la ville de Sheffield, de 2018 à 2022.

## Jeunesse
Daniel Owen Woolgar Jarvis est né à Nottingham le 30 novembre 1972, fils d'un maître de conférences dans une école normale et d'un agent de probation, tous deux membres du Parti travailliste. Il fréquente l'école primaire de Lady Bay, puis étudie à Rushcliffe School.
Il étudie la politique internationale dans ce qui est alors l'Université du Pays de Galles, à Aberystwyth. Il obtient en 1996 un baccalauréat ès arts en politique internationale et études stratégiques et une maîtrise en conflits, sécurité et développement du King's College de Londres en 2011.

## Carrière militaire
Jarvis entre à l'Académie royale militaire de Sandhurst le 9 août 1997 dans le 1er bataillon du régiment de parachutistes. Il est promu capitaine le 10 octobre 2001 et major le 31 juillet 2003. Dans la dernière partie de sa carrière militaire, il est en poste au QG des forces terrestres à Wilton et vit à Salisbury.
En 1999, Jarvis est commandant de peloton au sein du 3e bataillon du régiment de parachutistes au Kosovo et est avec le général Mike Jackson lors de l'incident de l'aéroport de Pristina lorsque Jackson refuse la suggestion de son supérieur américain de l'OTAN d'affronter les forces russes. Jarvis sert ensuite comme officier d'état-major personnel de Jackson. En 2000, il est déployé en Sierra Leone à la suite de l'opération Barras pour aider l'armée à tirer les leçons de l'enlèvement d'un groupe de soldats par un groupe rebelle armé.
Jarvis sert en Irak pendant l'opération Telic et en Afghanistan pendant l'opération Herrick. Il est déployé en Afghanistan à deux reprises, d'abord en tant que membre de l'équipe effectuant les premiers voyages de reconnaissance dans la province de Helmand en 2005 et 2006, en préparation d'une décision sur l'envoi ou non des troupes britanniques là-bas. Le deuxième déploiement est une période de six mois en tant que commandant de compagnie au sein du Groupe de soutien des forces spéciales, à la tête d'une compagnie de 100 soldats. Il est également déployé en Irlande du Nord.
Il quitte l'armée le 3 mars 2011. Lors de l'anniversaire de la Reine en 2011, il est nommé membre de l'Ordre de l'Empire britannique (division militaire).

## Début de carrière politique
Bien que son service militaire lui ait interdit toute activité politique, Jarvis rejoint le Parti travailliste à l'âge de 18 ans alors qu'il est à l'université. Peu avant les élections générales de 2010, Jarvis est envisagé comme candidat du Parti travailliste au siège d'Islwyn, dans le sud du Pays de Galles. Il obtient le soutien d'un candidat potentiel local qui n'était pas sur la liste restreinte, mais il n'est pas sélectionné.
Jarvis est sélectionné comme candidat travailliste pour Barnsley Central le 27 janvier 2011, à la suite de la démission d'Eric Illsley, reconnu coupable de fraude pour son rôle dans le Scandale des dépenses du Parlement du Royaume-Uni. Il est le premier candidat travailliste au siège de Barnsley Central depuis 1938 qui n'est pas né dans le Yorkshire.
Il quitte l'armée pour se présenter à l'élection partielle. Il donne à sa campagne le nom de code « Opération Honey Badger », faisant référence à un animal célèbre et féroce et signifiant sa détermination à se battre,.

## Carrière parlementaire
Il est élu pour Barnsley Central avec 60,8 % des voix sur un taux de participation de 36,5 % lors de l'élection partielle tenue le 3 mars 2011.
En octobre 2011, Jarvis est nommé ministre de l'ombre des Arts, faisant partie de l'équipe de la culture, des médias et des sports de l'ombre dirigée par Harriet Harman. Il devient ministre fantôme de la justice pour les jeunes et des victimes lors du remaniement du Cabinet fantôme du leader travailliste Ed Miliband en octobre 2013.
À la suite de la défaite du Parti travailliste aux élections générales de 2015 et de la démission d'Ed Miliband, les spéculations des médias sur les candidats à l'élection à la direction du parti citent Dan Jarvis aux côtés de plusieurs autres députés. Cependant, il annonce rapidement qu'il ne se présente pas, affirmant qu'il devait donner la priorité à sa jeune famille ; il s'était récemment remarié après avoir perdu sa première femme à cause d'un cancer.
Jarvis vote avec 66 autres députés travaillistes en faveur d'une action militaire en Syrie contre l'EI en décembre 2015,. Il s’est auparavant opposé à une action militaire contre le régime d’Assad en Syrie en 2013.
Jarvis fait campagne pour le maintien dans l'UE lors du référendum sur l'adhésion à l'Union européenne ; sa circonscription a voté massivement en faveur du Brexit. Jarvis vote pour déclencher l'article 50, déclarant que le résultat du référendum et les opinions de ses électeurs doivent être respectés,.
Lors du remaniement du cabinet fantôme britannique de 2023, il est nommé ministre fantôme de la Sécurité.
Jarvis est élu maire de la région de la ville de Sheffield en 2018. Il est le premier maire élu directement de la région de la ville de Sheffield, obtenant 48 % des voix lors du premier décompte et assurant sa position après le deuxième décompte contre son rival conservateur Ian Walker. Jarvis conteste avec succès la décision du parti travailliste de l'empêcher d'occuper deux fonctions publiques.
Dès son entrée en fonction, il a droit au titre de maire. Le 20 septembre 2021, il annonce qu'il ne se représenterait pas lors de  l'élection du maire du Yorkshire du Sud en 2022 mais reste député.
Après la victoire du Parti travailliste aux élections générales de 2024, Jarvis est nommé ministre d'État à la Sécurité par le Premier ministre Keir Starmer après la formation du nouveau cabinet le 5 juillet.

## Vie privée
Jarvis rencontre sa première femme, Caroline, en 2000, alors qu'elle travaille pour le général Mike Jackson. Leur premier enfant est né en 2003, trois jours avant le déploiement de Jarvis en Irak ; leur deuxième enfant est né en 2004. Caroline Jarvis reçoit un diagnostic de cancer de l'intestin en 2006 ; elle est décédée à l'âge de 43 ans en juillet 2010,. En 2013, Jarvis épouse une graphiste indépendante, Rachel Jarvis, et le couple a un enfant,. Jarvis est également un auteur, avec ses mémoires A Long Way Home publiées pour la première fois en 2020. Le livre raconte son passage dans l'armée britannique et comment il a géré le diagnostic et la mort prématurée de sa première épouse, Caroline Jarvis. Le livre est primé aux Prix du livre parlementaire 2020.